# Schornstein (Alliance Gaswork)
Der Schornstein (Alliance Gaswork) ist ein Baudenkmal der Dubliner Docklands.

## Lage
Der dunkelrote Backsteinschlot in der Hibernian Road (RPS Addition List Nr. 21 seit 13. Mai 2013) erinnert als ein Artefakt an die frühere Nutzung des Gebietes. Dort ansässig war die irische Gasversorgung Gas Alliance. Gasversorgung meinte die Umwandlung von Kohle in Gas.

## Geschichte
1820 entstand durch einen parlamentarischen Beschluss der erste Dubliner Gaskonzern, die Gas Light Company. Von da an waren die Straßen von Dublin hell erleuchtet.
Auch damals gab es schon Umweltbestimmungen, so war es untersagt, Abwasser in die Liffey zu leiten. 1866 schlossen sich vier Gasversorger zur Gas Alliance zusammen und hielten somit von 1889 an das Monopol über private und öffentliche Elektrizität in Dublin und Umgebung. Das Grand Canal Dock, in dem sich der historische Schlot befindet, war das Werftgebiet der Gasversorger. Von Liverpool und während des Economic War von 1930 wurde Kohle zum Grand Canal Dock verschifft und dort weiterverarbeitet, um die Dubliner mit Elektrizität zu versorgen. Die Versorgung mit Gas wurde schon früh als exklusives Luxusgut der Mittelklasse gesehen.
Aber spätestens mit der Entdeckung von natürlichem Öl in der Nordsee brach der Gasmarkt in Irland zusammen. 1983 wurde eine Gaspipeline fertiggestellt, natürliches Öl hielt Einzug in die Haushalte der Dubliner und die Gasriesen gingen Bankrott. Die Gebiete der ehemaligen Gasversorgung wie das Grand Canal Dock mit dem historischen Schlot wurden in den Besitz von Board Gáis Energy überführt.

## Revitalisierung
1997 erwarb die Dublin Docklands Development Authority (DDDA) das Areal für 17 Millionen Euro von Board Gáis Energy und investierte in das heruntergewirtschaftete Gebiet nochmals 50 Millionen Euro. Neben dem Schlot erinnert auch das von Daniel Libeskind entworfene Theater mit dem Namen Board Gáis Theatre an den Gaskonzern.
Der Schlot wurde seinem modernen Umfeld angepasst, als Element eines Spielplatzes fungiert er als Basketballkorbbefestigung und Kletterübungswand.